# Albert III. von Bogen
Albert III. (auch bekannt als Adalbert III., Albrecht III., nach anderer Zählart Albert IV. bzw. Adalbert IV.) (* 19. Juli 1165; † 20. Dezember 1197) war ein Graf von Bogen und Windberg sowie Vogt von Prüfening, Oberalteich und Windberg. 

## Leben
Er war der einzige Sohn und Erbe des Grafen Berthold II. von Bogen (* um 1125; † 21. März 1167) und dessen Gattin Liutgard von Burghausen (* 1145; † 24. Dezember 1195).
1168 wurde Albert III. Vogt vom Kloster Windberg, um 1180 Vogt von Kloster Prüfening und um 1190 Vogt von Kloster Oberalteich. Wegen eines Streites mit dem Kloster in Niederaltaich errichtet er dort 1180 eine Burg. Albert III. folgte Heinrich VI. in den Kreuzzug, wo er starb.

## Ehe und Nachkommen
Albert III. heiratete 1184 Ludmilla von Böhmen (* um 1170; † 4. August 1240 in Landshut), Tochter Friedrichs von Böhmen. Mit ihr hatte er drei Söhne, mit denen die Grafen von Bogen ausstarben:
- Berthold IV. († 1218, gefallen), Graf von Bogen, ⚭ Kunigunde von Hirschberg († 1249)
- Albert IV. († 1242), Graf von Bogen, ⚭ Richza von Dillingen
- Leopold († 1219), war Propst der Alten Kapelle in Regensburg